# تیروفیبان
تیروفیبان (انگلیسی: Tirofiban) با نام تجاری Agrastat، یک داروی ضد پلاکت است. این دارو به دسته ای از ضد پلاکت ها به نام مهارکننده های گلیکوپروتئین IIb/IIIa تعلق دارد. تیروفیبان یک مهارکننده مولکولی کوچک برهمکنش پروتئین-پروتئین بین فیبرینوژن و گیرنده اینتگرین پلاکتی GP IIb/IIIa است.

## خوانش بیش‌تر
- Hartman GD, Egbertson MS, Halczenko W, Laswell WL, Duggan ME, Smith RL, Naylor AM, Manno PD, Lynch RJ, Zhang G (November 1992). "Non-peptide fibrinogen receptor antagonists. 1. Discovery and design of exosite inhibitors". Journal of Medicinal Chemistry. 35 (24): 4640–2. doi:10.1021/jm00102a020. PMID 1469694.